# Malacogaster bassii
Malacogaster bassii is een keversoort uit de familie kniptorren (Elateridae). De wetenschappelijke naam van de soort is voor het eerst geldig gepubliceerd in 1870 door P.H. Lucas.